# Westwood (California)
 Westwood  è un census-designated place della contea di Lassen nello stato della California.
Westwood è stata costruita su un flusso di lava verso nord dai vulcani Cascade Mountain Range.